# Mario Vinciguerra
Mario Vinciguerra (Napoli, 7 gennaio 1887 – Roma, 11 novembre 1972) è stato uno storico e antifascista italiano.

## Biografia
Prima dell'entrata in guerra dell'Italia nel 1915, fece parte con Benedetto Croce, Cesare De Lollis, Adriano Tilgher, Luigi Salvatorelli e altri, del gruppo neutralista Pro Italia Nostra. Redattore del Resto del Carlino e del Mondo, fu condannato dal regime fascista a quindici anni di reclusione per attività sovversiva condotta con l'associazione segreta Alleanza Nazionale per la Libertà, a cui parteciparono anche Lauro De Bosis e Renzo Rendi, che si proponeva di svolgere attività di propaganda antifascista.
Liberato, fu caporedattore de La Nuova Europa di Luigi Salvatorelli. La commissione per la revisione dell’albo dei giornalisti di Roma, da lui presieduta, svolse "un’intensa attività per allontanare dalla professione i giornalisti compromessi con la dittatura", anche se "il buon lavoro svolto nel
corso del ’45 (...) risultò alla fine vanificato da quelle misure di clemenza adottate nel ’46 allo scopo di favorire la ricostruzione del paese, che consentirono ai giornalisti epurati di essere reintegrati nella professione". 
Fu anche commissario (1944) e presidente della Società Italiana degli Autori ed Editori dal 1946 almeno fino al 1969 (l'ultima proroga della sua nomina è datata 23 gennaio 1967).
Particolarmente note sono le sue opere Il fascismo visto da un solitario (1923) e Destino dell'Occidente (1960). Nel 1966 scrisse un pamphlet, Il voto obbligatorio nel Paese dei balocchi, nel quale narrò le sue disavventure nel vano tentativo di farsi apporre sulla tessera elettorale l'annotazione “non ha votato”.
Nel 1964 firmò con Randolfo Pacciardi, Raffaele Cadorna, Alfredo Morea, Ivan Matteo Lombardo, Tomaso Smith ed altri il manifesto dell'Unione Democratica per la Nuova Repubblica, per la revisione della Costituzione in senso presidenzialista. Era il nonno del giornalista Emilio Vinciguerra e il padre della critica cinematografica e televisiva Claudia.